# Liste der Kulturdenkmäler in Hamburg-Neustadt (Süd)
Die Liste der Kulturdenkmäler in Hamburg-Neustadt (Süd) enthält die in der Denkmalliste ausgewiesenen Denkmäler in den Ortsteilen 105 und 107 des Stadtteils Neustadt der Freien und Hansestadt Hamburg.
Hinweis: Die Reihenfolge der Denkmäler in dieser Liste orientiert sich an den Straßennamen und ist alternativ nach Denkmallistennummer, Art (Objekt oder Ensemble), Typ, Datierung, Entwurf oder Beschreibung sortierbar.
Basis ist der Datensatz Denkmalliste Hamburg auf dem Open Data Portal Hamburg. Dieser enthält alle Objekte, die rechtskräftig nach dem Hamburger Denkmalschutzgesetz unter Denkmalschutz stehen (§ 6 Abs. 1 DSchG HA) oder zumindest zeitweise standen. Die Denkmalliste steht auch als PDF-Dokument zur Verfügung.
Alle Denkmäler in den Ortsteilen 105 und 107, die schon vor der Novelle des Denkmalschutzgesetzes unter Denkmalschutz standen, sind auch auf der Liste der Kulturdenkmäler im Hamburger Bezirk Hamburg-Mitte zu finden.
In der Spalte Lfd. Nr. ist die eindeutige Identifikationsnummer des Denkmals zu finden (in Klammern ggf. die Denkmalnummer nach altem Denkmalschutzgesetz). In der Spalte Art ist angegeben, ob es sich um ein Objekt („O“) oder ein Ensemble („E“) handelt. In der Spalte Ensemble ist ggf. die Nummer der Ensembles angegeben, zu der das Objekt gehört, bzw. bei Ensembles die Nummer des Ensembles selbst.
| ID           | Adresse | Art | Typ                                     | Kurzbeschreibung | Datierung                                                                       | Entwurf                                                                                     | Ensemble | Bild |
| ------------ | --- | --- | --------------------------------------- | --- | ------------------------------------------------------------------------------- | ------------------------------------------------------------------------------------------- | -------- | --- |
| 12505        | Admiralitätstraße 54 (Lage) | O   | Feuerwache                              | Feuerwache Admiralitätstraße | 1906–1909                                                                       | Erbe, Albert (Bauleitung Ebeling/Roakes)                                                    |          | |
| 29943        | Admiralitätstraße 71, 72, 74, 75, 76, 77, Michaelisbrücke 1, 3 (Lage) | E   |                                         | Admiralitätshof & Neidlingerhaus |                                                                                 |                                                                                             | 29943    | |
| 12506 (943)  | Admiralitätstraße 71 (Lage) | O   | Geschäftshaus                           | Admiralitätshof | 1889–1890                                                                       | Bahre & Querfeld (Bahre, Ricardo/Querfeld, Carl)                                            | 29943    | |
| 12295 (943)  | Admiralitätstraße 72 (Lage) | O   | Geschäftshaus                           | Admiralitätshof | 1889–1890                                                                       | Bahre & Querfeld (Bahre, Ricardo/Querfeld, Carl)                                            | 29943    | |
| 11916 (943)  | Admiralitätstraße 74 (Lage) | O   | Geschäftshaus                           | | 1913                                                                            | Kraus, Gustav                                                                               | 29943    | |
| 11917 (943)  | Admiralitätstraße 75, 76 (Lage) | O   | Geschäftshaus; Speicher (rückwärtig)    | Neidlingerspeicher (Speicher) | 1870, um (Vorderhaus); 1890 (Speicher)                                          |                                                                                             | 29943    | |
| 11918 (943)  | Admiralitätstraße 77 (Lage) | O   | Geschäftshaus                           | Neidlingerhaus | 1885                                                                            | Grotjan, Johannes Martin Friedrich                                                          | 29943    | |
| 28129        | Alfred-Wegener-Weg 1, 3, 5 (Lage) | O   | Luftschutzbau, Tiefbunker               | Luftschutzbunker Helgoländer Allee | 1939–1941                                                                       |                                                                                             |          | |
| 29166        | Alter Steinweg 4, Wexstraße 7 (Lage) | O   | Verwaltungsgebäude                      | | 1957–1969                                                                       | Kallmorgen, Werner/Schiefler, Georg                                                         |          | |
| 29946        | Alter Steinweg 10, Großneumarkt 2, 3, 8, Steinwegpassage 1, 5, 11, 26, 28, Wexstraße 27, 29, 31, 33, 35, 39 (Lage) | E   |                                         | Alter Steinweg / Großneumarkt / Steinwegpassage / Wexstraße; mit historischen Straßenbelägen in Wexstraße, Brüderstraße, Großer Trampgang. |                                                                                 |                                                                                             | 29946    | BW |
| 11929        | Alter Steinweg 10 (Lage) | O   | Etagenhaus                              | | 1868/69                                                                         | Mesz, J. H. A./Otto, F. H.                                                                  | 29946    | |
| 11927 (961)  | Alter Steinweg 11 (Lage) | O   | Wohnhaus                                | Paradieshof | 1761                                                                            |                                                                                             |          | |
| 11928        | Alter Steinweg 54 (Lage) | O   | Etagengeschäftshaus                     | | 19. Jh., 2. Hälfte; 20. Jh., Anfang                                             |                                                                                             |          | |
| 30212        | Am Elbpark o.Nr., Am Elbpavillon o.Nr., Dammtordamm o.Nr., bei Nr. 1, Glacischaussee o.Nr., Gorch-Fock-Wall o.Nr., im Alten Botanischen Garten, Helgoländer Allee o.Nr., Holstenwall o.Nr., nördlich von Nr. 3, Jungiusstraße o.Nr., Kersten-Miles-Brücke o.Nr., Kuhberg o.Nr., Marseiller Straße o.Nr., im Alten Botanischen Garten, Messeplatz o.Nr., Millerntordamm o.Nr., Seewartenstraße o.Nr., Sievekingplatz o.Nr., östlich von Nr. 1, St.Petersburger Straße o.Nr., südöstlich von Nr. 28, Tiergartenstraße o.Nr., Venusberg o.Nr., Zirkusweg o.Nr. (Lage) | E   | Befestigungsanlagen {Parkanlagen}       | Wallanlagen | 17.–20. Jh.                                                                     |                                                                                             | 30212    | [[Vorlage:Bilderwunsch/code!/O:Hamburger Wallanlagen!/C:53.55329,9.98099!/D:Am Elbpark o.Nr., Am Elbpavillon o.Nr., Dammtordamm o.Nr., bei Nr. 1, Glacischaussee o.Nr., Gorch-Fock-Wall o.Nr., im Alten Botanischen Garten, Helgoländer Allee o.Nr., Holstenwall o.Nr., nördlich von Nr. 3, Jungiusstraße o.Nr., Kersten-Miles-Brücke o.Nr., Kuhberg o.Nr., Marseiller Straße o.Nr., im Alten Botanischen Garten, Messeplatz o.Nr., Millerntordamm o.Nr., Seewartenstraße o.Nr., Sievekingplatz o.Nr., östlich von Nr. 1, St.Petersburger Straße o.Nr., südöstlich von Nr. 28, Tiergartenstraße o.Nr., Venusberg o.Nr., Zirkusweg o.Nr.!/\|BW]] |
| 29962        | Am Elbpark o.Nr., Am Elbpavillon o.Nr., Helgoländer Allee o.Nr., Kersten-Miles-Brücke o.Nr., Kuhberg o.Nr., Millerntordamm o.Nr., Seewartenstraße o.Nr., Venusberg o.Nr., Zirkusweg o.Nr. | E   | Park                                    | Alter Elbpark | 17.–20. Jh.                                                                     |                                                                                             | 29962    | BW |
| 12163        | Am Elbpark o.Nr., Helgoländer Allee o.Nr., Seewartenstraße o.Nr., Zirkusweg o.Nr. (Lage) | O   | Park                                    | Alter Elbpark, westlicher Teil | 1830, ab (Umbau); 1869                                                          |                                                                                             | 29962    | |
| 29167        | Bäckerbreitergang 8, Kaiser-Wilhelm-Straße 71, 73, 77 (Lage) | O   | Etagengeschäftshaus                     | | 1896                                                                            | Brau, P.                                                                                    |          | |
| 11946 (1816) | Bäckerbreitergang 73, 75 (Lage) | O   | Leihhaus                                | Staatsleihhaus | 1896–1897                                                                       | nicht ermittelt                                                                             |          | |
| 29168 (1242) | Baumwall 3, Steinhöft 11, 17 (Lage) | O   | Kontorhaus                              | Slomanhaus | 1908; 1923                                                                      | Haller, Martin; Höger, Fritz                                                                |          | |
| 29949        | Baumwall 7a, o.Nr., Bei den St. Pauli-Landungsbrücken 4, o.Nr., Binnenhafenbrücke o.Nr., Helgoländer Allee o.Nr., Johannisbollwerk o.Nr., Otto-Sill-Brücke o.Nr., Vorsetzen o.Nr. (Lage) | E   |                                         | Strecke der U-Bahn-Linie U3 Baumwall / Landungsbrücken                                                                                     |                                                                                 |                                                                                             | 29949    | |
| 11947        | Baumwall 7a (Lage) | O   | Bahnhof (U-Bahn)                        | Bahnhof Baumwall | 1912                                                                            |                                                                                             | 29949    | |
| 14737        | Baumwall o.Nr. (Lage) | O   | Bahnhof; Bahnviadukt (U-Bahn)           | Viadukt der U-Bahn-Linie U3 mit Bahnhof Baumwall                                                                                           | 1912                                                                            |                                                                                             | 29949    | |
| 11948        | Bei den St. Pauli-Landungsbrücken 4 (Lage) | O   | Bahnhof (U-Bahn/S-Bahn)                 | Bahnhof Landungsbrücken | 1912; 1959 (Erweiterung)                                                        | Trautwein, Fritz (Erweiterung)                                                              | 29949    | |
| 14801        | Bei den St. Pauli-Landungsbrücken o.Nr. (Lage) | O   | Bahnhof; Bahnviadukt (U-Bahn)           | Viadukt der U-Bahn-Linie U3 mit Bahnhof Landungsbrücken                                                                                    | 1912                                                                            |                                                                                             | 29949    | |
| 14739        | Binnenhafenbrücke o.Nr. (Lage) | O   | Bahnviadukt (U-Bahn); Bahnbrücke        | | 1912                                                                            |                                                                                             | 29949    | |
| 29974        | Böhmkenstraße 1, 5, 9, 9a, 9b, 13, 13a, 13b, 17, Hohler Weg 4, 6, 8, 10, Jakobstraße 17, 19, 21, 23, Rothesoodstraße 1, Venusberg 6, 8, 10, 10a, 10b, 10c, 12, 14, 16, 18, 20, 22, 26, 26a, 26b, 26c, 26d, 30, 30a, 30b, 30c, 34, 34a, 36 (Lage) | E   |                                         | Siedlung Böhmkenstraße / Hohler Weg / Jacobstraße / Rothesoodstraße / Venusberg                                                            |                                                                                 |                                                                                             | 29974    | weitere Bilder |
| 12511        | Böhmkenstraße 1 (Lage) | O   | Siedlungsbau                            | | 1956–66                                                                         | Schöne, Hermann                                                                             | 29974    | |
| 12512        | Böhmkenstraße 5 (Lage) | O   | Siedlungsbau                            | | 1956–66                                                                         | Schöne, Hermann                                                                             | 29974    | |
| 12513        | Böhmkenstraße 9 (Lage) | O   | Siedlungsbau                            | | 1956–66                                                                         | Schöne, Hermann                                                                             | 29974    | |
| 12317        | Böhmkenstraße 9a (Lage) | O   | Siedlungsbau                            | | 1956–66                                                                         | Schöne, Hermann                                                                             | 29974    | |
| 12318        | Böhmkenstraße 9b (Lage) | O   | Siedlungsbau                            | | 1956–66                                                                         | Schöne, Hermann                                                                             | 29974    | |
| 12514        | Böhmkenstraße 13 (Lage) | O   | Siedlungsbau                            | | 1956–66                                                                         | Schöne, Hermann                                                                             | 29974    | |
| 12319        | Böhmkenstraße 13a (Lage) | O   | Siedlungsbau                            | | 1956–66                                                                         | Schöne, Hermann                                                                             | 29974    | |
| 12320        | Böhmkenstraße 13b (Lage) | O   | Siedlungsbau                            | | 1956–66                                                                         | Schöne, Hermann                                                                             | 29974    | |
| 12515        | Böhmkenstraße 17 (Lage) | O   | Siedlungsbau                            | | 1956–66                                                                         | Schöne, Hermann                                                                             | 29974    | |
| 29954        | Breiter Gang 1, 2, 3, 4, 5, 6, 7, 8, 9, 10, 11, 12, 13, 14, 15, 16, 18, Kohlhöfen 14, 15, 16, 17, 18, 19, Kornträgergang 7, 8, 9, 10, 11, 12, 14, 15, 16, 17, 18, 19, 21, 23, 25, 27, Neustädter Straße 45, 49, Rademachergang 1, 2, 3, 4, 5, 6, 7, 8, 9, 10, 11, 13, 14, 15, 16, 17, 18, 19, 20, vor Nr. 10 (Lage) | E   |                                         | Siedlung Breiter Gang / Kohlhöfen / Kornträgergang / Neustädter Straße / Rademachergang                                                    |                                                                                 |                                                                                             | 29954    | |
| 12516        | Breiter Gang 1 (Lage) | O   | Siedlungsbau                            | | 1936                                                                            | Puls & Richter (Puls, Alfred/Richter, Emil)                                                 | 29954    | |
| 12524        | Breiter Gang 2 (Lage) | O   | Siedlungsbau                            | | 1935–1936                                                                       | Behrens, Wilhelm                                                                            | 29954    | |
| 12517        | Breiter Gang 3 (Lage) | O   | Siedlungsbau                            | | 1936                                                                            | Puls & Richter (Puls, Alfred/Richter, Emil)                                                 | 29954    | |
| 12525        | Breiter Gang 4 (Lage) | O   | Siedlungsbau                            | | 1935–1936                                                                       | Behrens, Wilhelm                                                                            | 29954    | |
| 12518        | Breiter Gang 5 (Lage) | O   | Siedlungsbau                            | | 1936                                                                            | Puls & Richter (Puls, Alfred/Richter, Emil)                                                 | 29954    | |
| 12526        | Breiter Gang 6 (Lage) | O   | Siedlungsbau                            | | 1935–1936                                                                       | Behrens, Wilhelm                                                                            | 29954    | |
| 12519        | Breiter Gang 7 (Lage) | O   | Siedlungsbau                            | | 1936                                                                            | Puls & Richter (Puls, Alfred/Richter, Emil)                                                 | 29954    | |
| 12527        | Breiter Gang 8 (Lage) | O   | Siedlungsbau                            | | 1936–1937                                                                       | Klophaus, Rudolf/Puls, Alfredo                                                              | 29954    | |
| 12520        | Breiter Gang 9 (Lage) | O   | Siedlungsbau                            | | 1936                                                                            | Puls & Richter (Puls, Alfred/Richter, Emil)                                                 | 29954    | |
| 12528        | Breiter Gang 10 (Lage) | O   | Siedlungsbau                            | | 1936–1937                                                                       | Klophaus, Rudolf/Puls, Alfredo                                                              | 29954    | |
| 12521        | Breiter Gang 11 (Lage) | O   | Siedlungsbau                            | | 1936                                                                            | Puls & Richter (Puls, Alfred/Richter, Emil)                                                 | 29954    | |
| 12529        | Breiter Gang 12 (Lage) | O   | Siedlungsbau                            | | 1936–1937                                                                       | Klophaus, Rudolf/Puls, Alfredo                                                              | 29954    | |
| 12522        | Breiter Gang 13 (Lage) | O   | Siedlungsbau                            | | 1936                                                                            | Puls & Richter (Puls, Alfred/Richter, Emil)                                                 | 29954    | |
| 12343        | Breiter Gang 14 (Lage) | O   | Siedlungsbau                            | | 1936–1937                                                                       | Klophaus, Rudolf/Puls, Alfredo                                                              | 29954    | |
| 12523        | Breiter Gang 15 (Lage) | O   | Siedlungsbau                            | | 1936                                                                            | Klophaus, Rudolf                                                                            | 29954    | |
| 12344        | Breiter Gang 16 (Lage) | O   | Siedlungsbau                            | | 1936–1937                                                                       | Klophaus, Rudolf/Puls, Alfredo                                                              | 29954    | |
| 12345        | Breiter Gang 18 (Lage) | O   | Siedlungsbau                            | | 1936–1937                                                                       | Klophaus, Rudolf/Puls, Alfredo                                                              | 29954    | |
| 29955        | Brüderstraße 1, 3, 5, 7, 9, 13, 15, 17, 19, 21, 23, 25, 27, 29, Großer Trampgang 38, Großneumarkt 10, 16, Thielbek 3, 5, Wexstraße 32, 32a, 34, 36, 38, 42 (Lage) | E   |                                         | Brüderstraße / Großer Trampgang / Großneumarkt / Thielbek / Wexstraße                                                                      |                                                                                 |                                                                                             | 29955    | BW |
| 12346        | Brüderstraße 1 (Lage) | O   | Etagenhaus                              | | 1870, um                                                                        |                                                                                             | 29955    | |
| 29956        | Brüderstraße 2, 6, 8, 10, 14, 20, Großer Trampgang 19, 34, Kornträgergang 1, Wexstraße 26, 28, 30 (Lage) | E   |                                         | Brüderstraße / Großer Trampgang / Kornträgergang / Wexstraße                                                                               |                                                                                 |                                                                                             | 29956    | BW |
| 12360        | Brüderstraße 2 (Lage) | O   | Etagenhaus                              | | 1870, um                                                                        |                                                                                             | 29956    | |
| 12347        | Brüderstraße 3 (Lage) | O   | Etagenhaus                              | | 1870, um                                                                        |                                                                                             | 29955    | |
| 12348        | Brüderstraße 5 (Lage) | O   | Etagenhaus                              | | 1870, um                                                                        |                                                                                             | 29955    | |
| 12361        | Brüderstraße 6 (Lage) | O   | Etagenhaus                              | | 1870, um                                                                        |                                                                                             | 29956    | |
| 12349        | Brüderstraße 7 (Lage) | O   | Etagenhaus                              | | 1870, um                                                                        |                                                                                             | 29955    | BW |
| 12362        | Brüderstraße 8 (Lage) | O   | Etagenhaus                              | | 1870, um                                                                        |                                                                                             | 29956    | |
| 12350        | Brüderstraße 9 (Lage) | O   | Etagenhaus                              | | 1870, um                                                                        |                                                                                             | 29955    | |
| 12363        | Brüderstraße 10 (Lage) | O   | Etagenhaus                              | | 1870, um                                                                        |                                                                                             | 29956    | |
| 12351        | Brüderstraße 13 (Lage) | O   | Etagenhaus                              | | 1870, um                                                                        |                                                                                             | 29955    | |
| 12364        | Brüderstraße 14 (Lage) | O   | Etagenhaus                              | | 1870, um                                                                        |                                                                                             | 29956    | |
| 12352        | Brüderstraße 15 (Lage) | O   | Etagenhaus                              | | 1870, um                                                                        |                                                                                             | 29955    | |
| 12353        | Brüderstraße 17 (Lage) | O   | Etagenhaus                              | | 1870, um                                                                        |                                                                                             | 29955    | |
| 12354        | Brüderstraße 19 (Lage) | O   | Etagenhaus                              | | 1870, um                                                                        |                                                                                             | 29955    | |
| 12365        | Brüderstraße 20 (Lage) | O   | Etagenhaus                              | | 1870, um                                                                        |                                                                                             | 29956    | |
| 12355        | Brüderstraße 21 (Lage) | O   | Etagenhaus                              | | 1870, um                                                                        |                                                                                             | 29955    | |
| 12356        | Brüderstraße 23 (Lage) | O   | Etagenhaus                              | | 1870, um                                                                        |                                                                                             | 29955    | |
| 12357        | Brüderstraße 25 (Lage) | O   | Etagenhaus                              | | 1870, um                                                                        |                                                                                             | 29955    | |
| 12358        | Brüderstraße 27 (Lage) | O   | Etagenhaus                              | | 1870, um                                                                        |                                                                                             | 29955    | |
| 12359        | Brüderstraße 29 (Lage) | O   | Etagenhaus                              | | 1870, um                                                                        |                                                                                             | 29955    | |
| 29298        | Ditmar-Koel-Straße 2 (Lage) | O   | Kirchengebäude                          | Dänische Seemannskirche, Kirchengebäude und Pfarrhaus                                                                                      | 1952                                                                            | Kindt, Otto                                                                                 |          | |
| 29299        | Ditmar-Koel-Straße 4 (Lage) | O   | Kirchengebäude                          | Norwegische Kirche, Kirchengebäude und Pfarrhaus                                                                                           | 1958/99                                                                         | Hille, Harald                                                                               |          | |
| 29300        | Ditmar-Koel-Straße 6 (Lage) | O   | Kirchengebäude                          | Finnische Kirche, Kirchengebäude und Pfarrhaus                                                                                             | 1965/66                                                                         | Ahola, Rentti/Langmaack, Gerhard                                                            |          | weitere Bilder |
| 29980        | Ditmar-Koel-Straße 11, 13, 15, 16, 17, 18, 19, 20, 21, 22, 23, 23a, 24, 26, 28, 30, Rambachstraße 15, Reimarusstraße 4, 9, 10 (Lage) | E   |                                         | Ditmar-Koel-Straße / Rambachstraße / Reimarusstraße                                                                                        |                                                                                 |                                                                                             | 29980    | BW |
| 12585        | Ditmar-Koel-Straße 11 (Lage) | O   | Wohngeschäftshaus                       | | 1903                                                                            | Reinhardt, Hermann                                                                          | 29980    | |
| 12586        | Ditmar-Koel-Straße 13 (Lage) | O   | Wohngeschäftshaus                       | | 1903                                                                            | Reinhardt, Hermann                                                                          | 29980    | |
| 12587        | Ditmar-Koel-Straße 15 (Lage) | O   | Wohngeschäftshaus                       | | 1903                                                                            | Reinhardt, Hermann                                                                          | 29980    | |
| 12588        | Ditmar-Koel-Straße 16 (Lage) | O   | Wohngeschäftshaus                       | | 1903                                                                            | Reinhardt, Hermann                                                                          | 29980    | |
| 12637        | Ditmar-Koel-Straße 17 (Lage) | O   | Gebäudeteil (Erdgeschoss)               | | 1904                                                                            | Mandix, Heinrich                                                                            | 29980    | |
| 12589        | Ditmar-Koel-Straße 18 (Lage) | O   | Wohngeschäftshaus                       | | 1903                                                                            | Reinhardt, Hermann                                                                          | 29980    | |
| 12929        | Ditmar-Koel-Straße 19 (Lage) | O   | Wohngeschäftshaus                       | | 1904                                                                            | Mandix, Heinrich                                                                            | 29980    | |
| 12930        | Ditmar-Koel-Straße 20 (Lage) | O   | Wohngeschäftshaus                       | | 1904                                                                            | Lindner, Friedrich Otto                                                                     | 29980    | |
| 12931        | Ditmar-Koel-Straße 21 (Lage) | O   | Wohngeschäftshaus                       | | 1904                                                                            | Lindner, Friedrich Otto                                                                     | 29980    | |
| 14317        | Ditmar-Koel-Straße 22 (Lage) | O   | Wohngeschäftshaus                       | | 1904, um                                                                        |                                                                                             | 29980    | |
| 12932        | Ditmar-Koel-Straße 23 (Lage) | O   | Wohngeschäftshaus                       | | 1903                                                                            | Mandix, Heinrich                                                                            | 29980    | |
| 12933        | Ditmar-Koel-Straße 23a (Lage) | O   | Gewerbebau (Hofbebauung)                | | 1904                                                                            |                                                                                             | 29980    | |
| 12638        | Ditmar-Koel-Straße 24 (Lage) | O   | Wohngeschäftshaus                       | | 1950er Jahre                                                                    |                                                                                             | 29980    | |
| 12639        | Ditmar-Koel-Straße 26 (Lage) | O   | Wohngeschäftshaus                       | | 1950er Jahre                                                                    |                                                                                             | 29980    | |
| 29180        | Ditmar-Koel-Straße 27, Johannisbollwerk 19 (Lage) | O   | Etagenhaus                              | | 1904, um                                                                        |                                                                                             |          | |
| 12934        | Ditmar-Koel-Straße 28 (Lage) | O   | Wohngeschäftshaus                       | | 1904, um                                                                        |                                                                                             | 29980    | |
| 12935        | Ditmar-Koel-Straße 30 (Lage) | O   | Wohngeschäftshaus                       | | 1904/05                                                                         | Lindner, Friedrich Otto                                                                     | 29980    | |
| 13137        | Ditmar-Koel-Straße 36 (Lage) | O   | Gemeindezentrum (Kirchensaal; u. a.)    | Gustav-Adolf-Kirche, Schwedische Kirche | 1907                                                                            | Yderstad, T.                                                                                |          | |
| 13848        | Eichholz 43 (Lage) | O   | Stift                                   | | 1852                                                                            |                                                                                             |          | |
| 13837 (462)  | Ellerntorsbrücke o.Nr. (Lage) | O   | Straßenbrücke                           | Ellerntorsbrücke | 1668                                                                            |                                                                                             |          | |
| 30007 (51)   | Englische Planke 1, 1a, 1b, 9, o.Nr., Krayenkamp 4a, 4b, 4c, 8, o.Nr., Ludwig-Erhard-Straße o.Nr. (Lage) | E   |                                         | |                                                                                 |                                                                                             | 30007    | |
| 13850 (51)   | Englische Planke 1 (Lage) | O   | Pastorat/Gemeindehaus                   | Gemeindehaus und Pastorat | 1955–57                                                                         | Langmaack, Gerhard                                                                          | 30007    | weitere Bilder |
| 13851 (51)   | Englische Planke 1a (Lage) | O   | Pastorat/Gemeindehaus                   | | 1955–57                                                                         | Langmaack, Gerhard                                                                          | 30007    | |
| 13852 (51)   | Englische Planke 1b (Lage) | O   | Pastorat/Gemeindehaus                   | | 1955–57                                                                         | Langmaack, Gerhard                                                                          | 30007    | |
| 13853 (51)   | Englische Planke 9 (Lage) | O   | Pastorat/Gemeindehaus                   | | 1955–57                                                                         | Langmaack, Gerhard                                                                          | 30007    | |
| 12093 (51)   | Englische Planke o.Nr. (Lage) | O   | Kirchengebäude                          | Hauptkirche St. Michaelis | 1751–62; 1907–12                                                                | Sonnin, Ernst Georg/Prey, Johann Leonhard; Faulwasser, Julius                               | 30007    | |
| 13854 (51)   | Englische Planke o.Nr. (Lage) | O   | Denkmal                                 | Martin-Luther-Denkmal | 1912                                                                            | Lessing, Otto                                                                               |          | |
| 12677        | Großer Trampgang 19 (Lage) | O   | Etagengeschäftshaus                     | | 1870, um                                                                        |                                                                                             | 29956    | |
| 12678        | Großer Trampgang 34 (Lage) | O   | Etagenhaus                              | | 1870, um                                                                        |                                                                                             | 29956    | |
| 12679        | Großer Trampgang 38 (Lage) | O   | Etagenhaus                              | | 1870, um                                                                        |                                                                                             | 29955    | BW |
| 12680        | Großneumarkt 2 (Lage) | O   | Etagenhaus                              | | 1883                                                                            |                                                                                             | 29946    | |
| 12681        | Großneumarkt 3 (Lage) | O   | Etagenhaus                              | | 1883                                                                            |                                                                                             | 29946    | |
| 12682        | Großneumarkt 8 (Lage) | O   | Etagengeschäftshaus                     | | 1867                                                                            |                                                                                             | 29946    | |
| 12683        | Großneumarkt 10 (Lage) | O   | Etagenhaus                              | | 1870, um                                                                        |                                                                                             | 29955    | |
| 29950        | Großneumarkt 51, 52, 53, 54, 55, 56, 57, 58 (Lage) | E   |                                         | Hertz-Joseph-Levy-Stift |                                                                                 |                                                                                             | 29950    | |
| 12687        | Großneumarkt 51 (Lage) | O   | Etagenhaus                              | Hertz-Joseph-Levy-Stift | 1880, um                                                                        |                                                                                             | 29950    | |
| 12688        | Großneumarkt 52, 53 (Lage) | O   | Etagenhaus                              | Hertz-Joseph-Levy-Stift | 1880, um                                                                        |                                                                                             | 29950    | |
| 12689 (640)  | Großneumarkt 54 (Lage) | O   | Etagenhaus                              | Hertz-Joseph-Levy-Stift | 1855                                                                            |                                                                                             | 29950    | |
| 11949 (640)  | Großneumarkt 55 (Lage) | O   | Etagenhaus                              | Hertz-Joseph-Levy-Stift | 1855                                                                            |                                                                                             | 29950    | BW |
| 11950 (640)  | Großneumarkt 56 (Lage) | O   | Etagenhaus                              | Hertz-Joseph-Levy-Stift | 1855                                                                            |                                                                                             | 29950    | |
| 11951 (640)  | Großneumarkt 57 (Lage) | O   | Stift                                   | Hertz-Joseph-Levy-Stift | 1855                                                                            |                                                                                             | 29950    | BW |
| 11952        | Großneumarkt 58 (Lage) | O   | Etagenhaus                              | Hertz-Joseph-Levy-Stift | 1860, um                                                                        |                                                                                             | 29950    | |
| 26715        | Großneumarkt vor Nr. 53 (Lage) | O   | Litfaßsäule                             | | 19. Jh., 2. Hälfte                                                              |                                                                                             |          | |
| 14742        | Helgoländer Allee o.Nr. (Lage) | O   | Bahnviadukt (U-Bahn); Bahnbrücke        | Viadukt der U-Bahn-Linie U3 als Überbrückung der Straße                                                                                    | 1912                                                                            |                                                                                             | 29949    | |
| 30012        | Herrengraben 4, Ludwig-Erhard-Straße 10, Michaelisstraße 3, 5, neben Nr. 3 (Lage) | E   |                                         | Kirche St. Ansgar und Katholische Akademie Herrengraben / Ludwig-Erhard-Straße / Michaelisstraße                                           |                                                                                 |                                                                                             | 30012    | |
| 29021        | Herrengraben 4 (Lage) | O   | Lehr- und Tagungsgebäude                | Katholische Akademie | 1970–1973                                                                       | Bunsmann & Scharf (Bunsmann, Walter/Scharf, Paul Gerhard, hier mit Kurt Schwarz, Ingenieur) | 30012    | |
| 29952        | Herrengraben 54, 56, 58, 60, 62, 63, Pasmannstraße 2, 4, 6, 8, Rehhoffstraße 1, 3, 5, 7, 9, 11, 13, 15 | E   |                                         | Herrengraben / Pasmannstraße / Rehhoffstraße                                                                                               |                                                                                 |                                                                                             | 29952    | |
| 11956        | Herrengraben 54 (Lage) | O   | Wohnhaus                                | | 1912/13                                                                         | Behrens, Wilhelm & Vicenz, Ernst                                                            | 29952    | |
| 12000        | Herrengraben 56 (Lage) | O   | Wohnhaus                                | | 1912/13                                                                         | Behrens, Wilhelm & Vicenz, Ernst                                                            | 29952    | |
| 12001        | Herrengraben 58 (Lage) | O   | Wohnhaus                                | | 1912/13                                                                         | Behrens, Wilhelm & Vicenz, Ernst                                                            | 29952    | |
| 12002        | Herrengraben 60 (Lage) | O   | Wohnhaus                                | | 1912/13                                                                         | Behrens, Wilhelm & Vicenz, Ernst                                                            | 29952    | |
| 12003        | Herrengraben 62 (Lage) | O   | Wohnhaus                                | | 1912/13                                                                         | Behrens, Wilhelm & Vicenz, Ernst                                                            | 29952    | |
| 12004        | Herrengraben 63 (Lage) | O   | Wohnhaus                                | Ledigenheim | 1912/13                                                                         | Behrens, Wilhelm & Vicenz, Ernst                                                            | 29952    | weitere Bilder |
| 29953        | Herrengraben 64, 66, 68, 70, 72, Martin-Luther-Straße 1, 1a, 3, 3a, 5, 5a, 7, 7a, Rehhoffstraße 2, 4, 4a (Lage) | E   |                                         | Herrengraben / Rehhoffstraße / Martin-Luther-Straße                                                                                        |                                                                                 |                                                                                             | 29953    | |
| 11957 (816)  | Herrengraben 64 (Lage) | O   | Wohnhaus                                | | 1913–1914                                                                       |                                                                                             | 29953    | |
| 11958 (816)  | Herrengraben 66 (Lage) | O   | Wohnhaus                                | | 1913–1914                                                                       |                                                                                             | 29953    | |
| 12330 (816)  | Herrengraben 68 (Lage) | O   | Wohnhaus                                | | 1913–1914                                                                       |                                                                                             | 29953    | |
| 12331 (816)  | Herrengraben 70 (Lage) | O   | Wohnhaus                                | | 1913–1914                                                                       |                                                                                             | 29953    | |
| 12332 (816)  | Herrengraben 72 (Lage) | O   | Wohnhaus                                | | 1913–1914                                                                       |                                                                                             | 29953    | |
| 14752        | Herrengrabenbrücke o.Nr. (Lage) | O   | Fleet                                   | Herrengrabenfleet | 1500, um; 1547                                                                  |                                                                                             |          | |
| 12693        | Hohler Weg 4 (Lage) | O   | Siedlungsbau                            | | 1956–66                                                                         | Schöne, Hermann                                                                             | 29974    | |
| 12694        | Hohler Weg 6 (Lage) | O   | Siedlungsbau                            | | 1956–66                                                                         | Schöne, Hermann                                                                             | 29974    | |
| 12695        | Hohler Weg 8 (Lage) | O   | Siedlungsbau                            | | 1956–66                                                                         | Schöne, Hermann                                                                             | 29974    | |
| 12696        | Hohler Weg 10 (Lage) | O   | Siedlungsbau                            | | 1956–66                                                                         | Schöne, Hermann                                                                             | 29974    | |
| 12725        | Jakobstraße 17 (Lage) | O   | Siedlungsbau                            | | 1956–66                                                                         | Schöne, Hermann                                                                             | 29974    | |
| 12328        | Jakobstraße 19 (Lage) | O   | Siedlungsbau                            | | 1956–66                                                                         | Schöne, Hermann                                                                             | 29974    | |
| 12329        | Jakobstraße 21 (Lage) | O   | Siedlungsbau                            | | 1956–66                                                                         | Schöne, Hermann                                                                             | 29974    | |
| 11915        | Jakobstraße 23 (Lage) | O   | Siedlungsbau                            | | 1956–66                                                                         | Schöne, Hermann                                                                             | 29974    | |
| 30002        | Johannes-Brahms-Platz 9, 11, Kaiser-Wilhelm-Straße 115, Poolstraße 19, 19a, 20, 21, 22 (Lage) | E   |                                         | Johannes-Brahms-Platz / Kaiser-Wilhelm-Straße / Poolstraße                                                                                 |                                                                                 |                                                                                             | 30002    | |
| 12771        | Johannes-Brahms-Platz 9 (Lage) | O   | Wohnhaus                                | | 1880, um                                                                        | Viol, Arthur                                                                                | 30002    | |
| 12772        | Johannes-Brahms-Platz 11 (Lage) | O   | Wohnhaus                                | | 1880, um                                                                        | Viol, Arthur                                                                                | 30002    | |
| 13097        | Johannisbollwerk gegenüber Nr. 19 auf dem Hochwasserweg (Lage) | O   | Skulptur                                | Hafentor-Figur | 1982                                                                            | Luginbühl, Bernhard                                                                         |          | BW |
| 14741        | Johannisbollwerk o.Nr. (Lage) | O   | Bahnviadukt (U-Bahn)                    | | 1912                                                                            |                                                                                             | 29949    | |
| 30005        | Kaiser-Wilhelm-Straße 47, 49, 53, 55, 59, 61, 67, Kornträgergang 31, Neustädter Straße 25 (Lage) | E   |                                         | Kaiser-Wilhelm-Straße / Kornträgergang / Neustädter Straße                                                                                 |                                                                                 |                                                                                             | 30005    | |
| 12782        | Kaiser-Wilhelm-Straße 47 (Lage) | O   | Wohngeschäftshaus                       | | 1895–1896                                                                       | Reinhart, Hermann/Lundt & Kallmorgen (Lundt, Werner/Kallmorgen, Georg)                      | 30005    | |
| 12783        | Kaiser-Wilhelm-Straße 49 (Lage) | O   | Wohngeschäftshaus                       | | 1895–1896                                                                       | Reinhart, Hermann/Lundt & Kallmorgen (Lundt, Werner/Kallmorgen, Georg)                      | 30005    | |
| 12784        | Kaiser-Wilhelm-Straße 53 (Lage) | O   | Wohnhaus                                | | 1896                                                                            | Lindner, Friedrich Otto                                                                     | 30005    | |
| 12785        | Kaiser-Wilhelm-Straße 55 (Lage) | O   | Wohnhaus                                | | 1896                                                                            | Lindner, Friedrich Otto                                                                     | 30005    | |
| 14772        | Kaiser-Wilhelm-Straße 59 (Lage) | O   | Wohngeschäftshaus                       | | 1896/97                                                                         | Bach, Franz                                                                                 | 30005    | BW |
| 14773        | Kaiser-Wilhelm-Straße 61 (Lage) | O   | Wohngeschäftshaus                       | | 1896/97                                                                         | Bach, Franz                                                                                 | 30005    | |
| 14774        | Kaiser-Wilhelm-Straße 67 (Lage) | O   | Wohngeschäftshaus                       | | 1896/97                                                                         | Bach, Franz                                                                                 | 30005    | |
| 29167        | Kaiser-Wilhelm-Straße 71,73,77 (Lage) | O   | Etagengeschäftshaus                     | | 1896                                                                            | Brau, P.                                                                                    |          | |
| 29192        | Kaiser-Wilhelm-Straße 79, 81, 83, 85, 87 (Lage) | O   | Kontorhaus                              | Holstenhof | 1900–1901                                                                       | Lindhorst, Albert                                                                           |          | |
| 12786        | Kaiser-Wilhelm-Straße 115 (Lage) | O   | Wohnhaus                                | | 1880, um                                                                        | Viol, Arthur                                                                                | 30002    | |
| 12787        | Kersten-Miles-Brücke o.Nr. (Lage) | O   | Brücke                                  | Kersten-Miles-Brücke | 1896–1897                                                                       |                                                                                             | 29962    | weitere Bilder |
| 12788        | Kohlhöfen 14 (Lage) | O   | Siedlungsbau                            | | 1953–54                                                                         | Klophaus, Rudolf                                                                            | 29954    | |
| 12789        | Kohlhöfen 15 (Lage) | O   | Siedlungsbau                            | | 1953–54                                                                         | Klophaus, Rudolf                                                                            | 29954    | |
| 12790        | Kohlhöfen 16 (Lage) | O   | Siedlungsbau                            | | 1935                                                                            | Ludwig, Hans/Puls, Alfredo                                                                  | 29954    | |
| 12791        | Kohlhöfen 17 (Lage) | O   | Siedlungsbau                            | | 1935                                                                            | Ludwig, Hans/Puls, Alfredo                                                                  | 29954    | |
| 12792        | Kohlhöfen 18 (Lage) | O   | Siedlungsbau                            | | 1935                                                                            | Ludwig, Hans/Puls, Alfredo                                                                  | 29954    | |
| 12793        | Kohlhöfen 19 (Lage) | O   | Siedlungsbau                            | | 1935                                                                            | Ludwig, Hans/Puls, Alfredo                                                                  | 29954    | |
| 12794 (836)  | Kohlhöfen 21 (Lage) | O   | Bibliothek                              | | 1908–1909                                                                       | Groothoff, Hugo                                                                             |          | |
| 12796        | Kornträgergang 1 (Lage) | O   | Etagenhaus                              | | 1870, um                                                                        |                                                                                             | 29956    | |
| 12797        | Kornträgergang 7 (Lage) | O   | Siedlungsbau                            | | 1934–1936                                                                       | Klophaus, Rudolf                                                                            | 29954    | |
| 12808 (685)  | Kornträgergang 8 (Lage) | O   | Siedlungsbau                            | | 1934–1935                                                                       |                                                                                             | 29954    | |
| 12798        | Kornträgergang 9 (Lage) | O   | Siedlungsbau                            | | 1934–1936                                                                       | Klophaus, Rudolf                                                                            | 29954    | |
| 12809 (685)  | Kornträgergang 10 (Lage) | O   | Siedlungsbau                            | | 1934–1935                                                                       |                                                                                             | 29954    | |
| 12799        | Kornträgergang 11 (Lage) | O   | Siedlungsbau                            | | 1934–1936                                                                       | Klophaus, Rudolf                                                                            | 29954    | |
| 12810 (685)  | Kornträgergang 12 (Lage) | O   | Siedlungsbau                            | | 1935–1936                                                                       |                                                                                             | 29954    | |
| 12811 (685)  | Kornträgergang 14 (Lage) | O   | Siedlungsbau                            | | 1935–1936                                                                       |                                                                                             | 29954    | |
| 12800        | Kornträgergang 15 (Lage) | O   | Siedlungsbau                            | | 1935–1936                                                                       | Behrens, Wilhelm                                                                            | 29954    | |
| 12812 (685)  | Kornträgergang 16 (Lage) | O   | Siedlungsbau                            | | 1935–1936                                                                       |                                                                                             | 29954    | |
| 12801        | Kornträgergang 17 (Lage) | O   | Siedlungsbau                            | | 1935–1936                                                                       | Behrens, Wilhelm                                                                            | 29954    | |
| 12813 (685)  | Kornträgergang 18 (Lage) | O   | Siedlungsbau                            | | 1935–1936                                                                       |                                                                                             | 29954    | |
| 12802        | Kornträgergang 19 (Lage) | O   | Siedlungsbau                            | | 1935–1936                                                                       | Behrens, Wilhelm                                                                            | 29954    | |
| 12803        | Kornträgergang 21 (Lage) | O   | Siedlungsbau                            | | 1935–1936                                                                       | Behrens, Wilhelm                                                                            | 29954    | |
| 12804        | Kornträgergang 23 (Lage) | O   | Siedlungsbau                            | | 1936–1937                                                                       | Ludwig, Hans                                                                                | 29954    | |
| 12805        | Kornträgergang 25 (Lage) | O   | Siedlungsbau                            | | 1936–1937                                                                       | Ludwig, Hans                                                                                | 29954    | |
| 12806        | Kornträgergang 27 (Lage) | O   | Siedlungsbau                            | | 1936–1937                                                                       | Ludwig, Hans                                                                                | 29954    | |
| 12807        | Kornträgergang 31 (Lage) | O   | Wohngeschäftshaus                       | | 1895–1896                                                                       | Reinhart, Hermann/Lundt & Kallmorgen (Lundt, Werner/Kallmorgen, Georg)                      | 30005    | |
| 12814 (51)   | Krayenkamp 4a (Lage) | O   | Pastorat/Gemeindehaus                   | | 1955–1957                                                                       | Langmaack, Gerhard                                                                          | 30007    | |
| 12815 (51)   | Krayenkamp 4b (Lage) | O   | Pastorat/Gemeindehaus                   | | 1955–1957                                                                       | Langmaack, Gerhard                                                                          | 30007    | |
| 12816 (51)   | Krayenkamp 4c (Lage) | O   | Pastorat/Gemeindehaus                   | | 1955–1957                                                                       | Langmaack, Gerhard                                                                          | 30007    | |
| 12817 (51)   | Krayenkamp 8 (Lage) | O   | Pastorat/Gemeindehaus                   | | 1955–1957                                                                       | Langmaack, Gerhard                                                                          | 30007    | |
| 30008        | Krayenkamp 10, 10a, 10b, 10c, 10d, 10e, 10f, 10g, 10h, 10i, 10k, 10l, 10m, 10n, 11 (Lage) | E   |                                         | Krameramtswohnungen Krayenkamp |                                                                                 |                                                                                             | 30008    | |
| 12832 (108)  | Krayenkamp 10 (Lage) | O   | Wohnhaus                                | Krameramtswohnungen | 1670                                                                            |                                                                                             | 30008    | |
| 12824 (108)  | Krayenkamp 10a (Lage) | O   | Wohnhaus                                | Krameramtswohnungen | 1670                                                                            |                                                                                             | 30008    | |
| 12824 (108)  | Krayenkamp 10b (Lage) | O   | Wohnhaus                                | Krameramtswohnungen | 1670                                                                            |                                                                                             | 30008    | |
| 12824 (108)  | Krayenkamp 10c (Lage) | O   | Wohnhaus                                | Krameramtswohnungen | 1670                                                                            |                                                                                             | 30008    | |
| 12824 (108)  | Krayenkamp 10d (Lage) | O   | Wohnhaus                                | Krameramtswohnungen | 1670                                                                            |                                                                                             | 30008    | |
| 12824 (108)  | Krayenkamp 10e (Lage) | O   | Wohnhaus                                | Krameramtswohnungen | 1670                                                                            |                                                                                             | 30008    | |
| 12824 (108)  | Krayenkamp 10f (Lage) | O   | Wohnhaus                                | Krameramtswohnungen | 1670                                                                            |                                                                                             | 30008    | |
| 12829 (108)  | Krayenkamp 10g (Lage) | O   | Wohnhaus                                | Krameramtswohnungen | 1670                                                                            |                                                                                             | 30008    | |
| 12829 (108)  | Krayenkamp 10h (Lage) | O   | Wohnhaus                                | Krameramtswohnungen | 1670                                                                            |                                                                                             | 30008    | BW |
| 12829 (108)  | Krayenkamp 10i (Lage) | O   | Wohnhaus                                | Krameramtswohnungen | 1670                                                                            |                                                                                             | 30008    | BW |
| 12829 (108)  | Krayenkamp 10k (Lage) | O   | Wohnhaus                                | Krameramtswohnungen | 1670                                                                            |                                                                                             | 30008    | BW |
| 12829 (108)  | Krayenkamp 10l (Lage) | O   | Wohnhaus                                | Krameramtswohnungen | 1670                                                                            |                                                                                             | 30008    | |
| 12832 (108)  | Krayenkamp 10m (Lage) | O   | Wohnhaus                                | Krameramtswohnungen | 1670                                                                            |                                                                                             | 30008    | |
| 12832 (108)  | Krayenkamp 10n (Lage) | O   | Wohnhaus                                | Krameramtswohnungen | 1670                                                                            |                                                                                             | 30008    | |
| 12832 (108)  | Krayenkamp 11 (Lage) | O   | Wohnhaus                                | Krameramtswohnungen | 1670                                                                            |                                                                                             | 30008    | |
| 12833 (51)   | Krayenkamp o.Nr. (Lage) | O   | Kirchengebäude                          | Kirche St. Michaelis | 1751–1762; 1907–1912                                                            | Sonnin, Ernst Georg/Prey, Johann Leonhard; Faulwasser, Julius                               | 30007    | |
| 29022        | Ludwig-Erhard-Straße 10 (Lage) | O   | Lehr- und Tagungsgebäude                | Katholische Akademie | 1970–1973                                                                       | Bunsmann & Scharf (Bunsmann, Walter/Scharf, Paul Gerhard, hier mit Kurt Schwarz, Ingenieur) | 30012    | |
| 12093 (51)   | Ludwig-Erhard-Straße o.Nr. (Lage) | O   | Kirchengebäude                          | Kirche St. Michaelis | 1751–1762; 1907–1912                                                            | Sonnin, Ernst Georg/Prey, Johann Leonhard; Faulwasser, Julius                               | 30007    | |
| 12098 (816)  | Martin-Luther-Straße 1 (Lage) | O   | Wohnhaus                                | | 1913–1914                                                                       |                                                                                             | 29953    | |
| 12099 (816)  | Martin-Luther-Straße 1a (Lage) | O   | Wohnhaus                                | | 1913–1914                                                                       |                                                                                             | 29953    | |
| 12100 (816)  | Martin-Luther-Straße 3 (Lage) | O   | Wohnhaus                                | | 1913–1914                                                                       |                                                                                             | 29953    | |
| 12101 (816)  | Martin-Luther-Straße 3a (Lage) | O   | Wohnhaus                                | | 1913–1914                                                                       |                                                                                             | 29953    | |
| 12102 (816)  | Martin-Luther-Straße 5 (Lage) | O   | Wohnhaus                                | | 1913–1914                                                                       |                                                                                             | 29953    | |
| 12103 (816)  | Martin-Luther-Straße 5a (Lage) | O   | Wohnhaus                                | | 1913–1914                                                                       | Martin-Luther-Straße_5a.jpg                                                                 | 29953    | |
| 12104 (816)  | Martin-Luther-Straße 7 (Lage) | O   | Wohnhaus                                | | 1913–1914                                                                       |                                                                                             | 29953    | |
| 12105 (816)  | Martin-Luther-Straße 7a (Lage) | O   | Wohnhaus                                | | 1913–1914                                                                       |                                                                                             | 29953    | |
| 30011        | Martin-Luther-Straße 14, 16, 16a, 18, 18a, Thielickestieg o.Nr., Wincklerstraße 5, 7 (Lage) | E   |                                         | Martin-Luther-Straße / Thielickestieg / Wincklerstraße                                                                                     |                                                                                 |                                                                                             | 30011    | |
| 12106        | Martin-Luther-Straße 14 (Lage) | O   | Siedlungsbau                            | | 1914                                                                            | Vicenz, Ernst                                                                               | 30011    | |
| 12107        | Martin-Luther-Straße 16 (Lage) | O   | Siedlungsbau                            | | 1914                                                                            | Vicenz, Ernst                                                                               | 30011    | |
| 12108        | Martin-Luther-Straße 16a (Lage) | O   | Siedlungsbau                            | | 1914                                                                            | Vicenz, Ernst                                                                               | 30011    | |
| 12109        | Martin-Luther-Straße 18 (Lage) | O   | Siedlungsbau                            | | 1914                                                                            | Vicenz, Ernst                                                                               | 30011    | |
| 12110        | Martin-Luther-Straße 18a (Lage) | O   | Siedlungsbau                            | | 1914                                                                            | Vicenz, Ernst                                                                               | 30011    | |
| 12111 (943)  | Michaelisbrücke 1 (Lage) | O   | Wohngeschäftshaus                       | Neidlingerhaus | 1885                                                                            | Grotjan, Johannes Martin Friedrich                                                          | 29943    | |
| 12112 (943)  | Michaelisbrücke 3 (Lage) | O   | Wohngeschäftshaus                       | Neidlingerhaus | 1885                                                                            | Grotjan, Johannes Martin Friedrich                                                          | 29943    | |
| 29023        | Michaelisstraße 3, 5 (Lage) | O   | Lehr- und Tagungsgebäude                | Katholische Akademie | 1970–1973                                                                       | Bunsmann & Scharf (Bunsmann, Walter/Scharf, Paul Gerhard, hier mit Kurt Schwarz, Ingenieur) | 30012    | |
| 12113 (801)  | Michaelisstraße 18 (Lage) | O   | Wohnhaus                                | | 1868                                                                            |                                                                                             |          | |
| 12114        | Michaelisstraße neben Nr. 3 (Lage) | O   | Kirchengebäude                          | Kirche St. Ansgar und St. Bernhard | 1953/55; 1977/78 (Umbau)                                                        | Moreux, Jean-Charles/Kamps, Gerhard; Bunsmann & Scharf (Umbau 1977/78)                      | 30012    | |
| 12849        | Neustädter Straße 25 (Lage) | O   | Wohngeschäftshaus                       | | 1895–1896                                                                       | Reinhart, Hermann/Lundt & Kallmorgen (Lundt, Werner/Kallmorgen, Georg)                      | 30005    | |
| 13675        | Neustädter Straße 45 (Lage) | O   | Siedlungsbau (mit Laden)                | | 1936–1937                                                                       | Klophaus, Rudolf/Puls, Alfredo                                                              | 29954    | |
| 13676        | Neustädter Straße 49 (Lage) | O   | Siedlungsbau (mit Laden)                | | 1936                                                                            | Klophaus, Rudolf                                                                            | 29954    | |
| 14738        | Otto-Sill-Brücke o.Nr. (Lage) | O   | Bahnviadukt (U-Bahn)/Bahnbrücke         | | 1912                                                                            |                                                                                             | 29949    | |
| 12005        | Pasmannstraße 2 (Lage) | O   | Wohnhaus                                | | 1912/13                                                                         | Behrens, Wilhelm & Vicenz, Ernst                                                            | 29952    | |
| 12006        | Pasmannstraße 4 (Lage) | O   | Wohnhaus                                | | 1912/13                                                                         | Behrens, Wilhelm & Vicenz, Ernst                                                            | 29952    | |
| 12007        | Pasmannstraße 6 (Lage) | O   | Wohnhaus                                | | 1912/13                                                                         | Behrens, Wilhelm & Vicenz, Ernst                                                            | 29952    | |
| 12008        | Pasmannstraße 8 (Lage) | O   | Wohnhaus                                | | 1912/13                                                                         | Behrens, Wilhelm & Vicenz, Ernst                                                            | 29952    | |
| 30106        | Poolstraße 6, 7, 8, 9 (Lage) | E   |                                         | Poolstraße 6- 9 |                                                                                 |                                                                                             | 30106    | |
| 13693        | Poolstraße 6 (Lage) | O   | Etagengeschäftshaus                     | | 1888/89                                                                         | Heidtmann, A.                                                                               | 30106    | |
| 13694        | Poolstraße 7 (Lage) | O   | Etagengeschäftshaus                     | | 1898, um                                                                        |                                                                                             | 30106    | |
| 13695        | Poolstraße 8 (Lage) | O   | Etagengeschäftshaus                     | | 1898, um                                                                        |                                                                                             | 30106    | |
| 13696        | Poolstraße 9 (Lage) | O   | Etagengeschäftshaus                     | | 1898, um                                                                        |                                                                                             | 30106    | |
| 30107        | Poolstraße 11, 12, 13, 14 (Lage) | E   |                                         | Poolstraße 11-14 |                                                                                 |                                                                                             | 30107    | |
| 13697 (1373) | Poolstraße 11 (Lage) | O   | Synagoge (Ruine); Wohnhaus (Vorderhaus) | Neuer Tempel Poolstraße | 1842–1844 (Synagoge); 19. Jh., Mitte (Wohnhaus); 1944 (Zerstörung der Synagoge) | Klees-Wülbern, Johann Hinrich (Synagoge)                                                    | 30107    | |
| 13698 (1373) | Poolstraße 12 (Lage) | O   | Synagoge (Ruine); Wohnhaus (Vorderhaus) | Neuer Tempel Poolstraße | 1842–1844 (Synagoge, Wohnhaus); 1944 (Zerstörung der Synagoge)                  | Klees-Wülbern, Johann Hinrich (Synagoge, Wohnhaus)                                          | 30107    | |
| 13699 (1373) | Poolstraße 13 (Lage) | O   | Synagoge (Ruine); Wohnhaus (Vorderhaus) | Neuer Tempel Poolstraße | 1842–1844 (Synagoge, Wohnhaus); 1944 (Zerstörung der Synagoge)                  | Klees-Wülbern, Johann Hinrich (Synagoge, Wohnhaus)                                          | 30107    | |
| 13700 (1373) | Poolstraße 14 (Lage) | O   | Synagoge (Ruine); Wohnhaus (Vorderhaus) | Neuer Tempel Poolstraße | 1842–1844 (Synagoge); 19. Jh., Mitte (Wohnhaus); 1944 (Zerstörung der Synagoge) | Klees-Wülbern, Johann Hinrich (Synagoge)                                                    | 30107    | |
| 13701        | Poolstraße 19 (Lage) | O   | Wohngeschäftshaus                       | | 1887–1888                                                                       | Dameck                                                                                      | 30002    | BW |
| 13702        | Poolstraße 19a (Lage) | O   | Wohngeschäftshaus                       | | 1887–1888                                                                       | Dameck                                                                                      | 30002    | BW |
| 13703        | Poolstraße 20 (Lage) | O   | Wohngeschäftshaus                       | | 1887–1888                                                                       | Dameck                                                                                      | 30002    | |
| 13704        | Poolstraße 21 (Lage) | O   | Wohngeschäftshaus                       | | 1887–1888                                                                       | Dameck                                                                                      | 30002    | |
| 13705        | Poolstraße 22 (Lage) | O   | Wohngeschäftshaus                       | | 1887–1888                                                                       | Dameck                                                                                      | 30002    | |
| 12854        | Pulverturmsbrücke o.Nr. (Lage) | O   | Brücke                                  | Pulverturmsbrücke | 1900, um                                                                        |                                                                                             |          | |
| 12855        | Rademachergang 1 (Lage) | O   | Siedlungsbau                            | | 1934–1936                                                                       | Klophaus, Rudolf                                                                            | 29954    | |
| 12865        | Rademachergang 2 (Lage) | O   | Siedlungsbau                            | | 1935–1936                                                                       | Behrens, Wilhelm                                                                            | 29954    | |
| 12856        | Rademachergang 3 (Lage) | O   | Siedlungsbau                            | | 1934–1936                                                                       | Klophaus, Rudolf                                                                            | 29954    | |
| 12866        | Rademachergang 4 (Lage) | O   | Siedlungsbau                            | | 1935–1936                                                                       | Behrens, Wilhelm                                                                            | 29954    | |
| 12857        | Rademachergang 5 (Lage) | O   | Siedlungsbau                            | | 1934–1936                                                                       | Klophaus, Rudolf                                                                            | 29954    | |
| 12867        | Rademachergang 6 (Lage) | O   | Siedlungsbau                            | | 1935–1936                                                                       | Behrens, Wilhelm                                                                            | 29954    | |
| 12858        | Rademachergang 7 (Lage) | O   | Siedlungsbau                            | | 1934–1936                                                                       | Klophaus, Rudolf                                                                            | 29954    | |
| 12868        | Rademachergang 8 (Lage) | O   | Siedlungsbau                            | | 1935–1936                                                                       | Behrens, Wilhelm                                                                            | 29954    | |
| 12859        | Rademachergang 9 (Lage) | O   | Siedlungsbau                            | | 1934–1936                                                                       | Klophaus, Rudolf                                                                            | 29954    | |
| 12869        | Rademachergang 10 (Lage) | O   | Siedlungsbau                            | | 1935–1936                                                                       | Behrens, Wilhelm                                                                            | 29954    | |
| 12860        | Rademachergang 11 (Lage) | O   | Siedlungsbau                            | | 1934–1936                                                                       | Klophaus, Rudolf                                                                            | 29954    | |
| 12861        | Rademachergang 13 (Lage) | O   | Siedlungsbau                            | | 1934–1936                                                                       | Klophaus, Rudolf                                                                            | 29954    | |
| 12870        | Rademachergang 14 (Lage) | O   | Siedlungsbau                            | | 1936                                                                            | Puls & Richter (Puls, Alfred/Richter, Emil)                                                 | 29954    | |
| 12862        | Rademachergang 15 (Lage) | O   | Siedlungsbau                            | | 1934–1936                                                                       | Klophaus, Rudolf                                                                            | 29954    | |
| 12871        | Rademachergang 16 (Lage) | O   | Siedlungsbau                            | | 1953–54                                                                         | Pierstorff, Ulrich (vermutl.)                                                               | 29954    | |
| 12863        | Rademachergang 17 (Lage) | O   | Siedlungsbau                            | | 1934–1936                                                                       | Klophaus, Rudolf                                                                            | 29954    | |
| 12872        | Rademachergang 18 (Lage) | O   | Siedlungsbau                            | | 1953–54                                                                         | Pierstorff, Ulrich (vermutl.)                                                               | 29954    | |
| 12864        | Rademachergang 19 (Lage) | O   | Siedlungsbau                            | | 1934–1936                                                                       | Klophaus, Rudolf                                                                            | 29954    | |
| 12873        | Rademachergang 20 (Lage) | O   | Siedlungsbau                            | | 1953–54                                                                         | Pierstorff, Ulrich (vermutl.)                                                               | 29954    | |
| 12608        | Rademachergang vor Nr. 10 (Lage) | O   | Brunnen                                 | Hummel-Brunnen | 1938                                                                            | Richard Kuöhl                                                                               | 29954    | |
| 29195        | Rambachstraße 1, Vorsetzen 53 (Lage) | O   | Büro- und Wohnhaus                      | Hafenhof | 1902                                                                            | Blohm/Schultz                                                                               |          | |
| 12609        | Rambachstraße 15 (Lage) | O   | Wohngeschäftshaus                       | | 1903                                                                            | Reinhardt, Hermann                                                                          | 29980    | |
| 12009        | Rehhoffstraße 1 (Lage) | O   | Wohnhaus                                | Ledigenheim | 1912/13                                                                         | Behrens, Wilhelm & Vicenz, Ernst                                                            | 29952    | |
| 12611 (816)  | Rehhoffstraße 2 (Lage) | O   | Wohnhaus                                | | 1913–1914                                                                       |                                                                                             | 29953    | |
| 12010        | Rehhoffstraße 3 (Lage) | O   | Wohnhaus                                | | 1912/13                                                                         | Behrens, Wilhelm & Vicenz, Ernst                                                            | 29952    | |
| 12612 (816)  | Rehhoffstraße 4 (Lage) | O   | Wohnhaus                                | | 1913–1914                                                                       |                                                                                             | 29953    | |
| 12613 (816)  | Rehhoffstraße 4a (Lage) | O   | Wohnhaus                                | | 1913–1914                                                                       |                                                                                             | 29953    | |
| 12610        | Rehhoffstraße 5 (Lage) | O   | Wohnhaus                                | | 1912/13                                                                         | Behrens, Wilhelm & Vicenz, Ernst                                                            | 29952    | |
| 12011        | Rehhoffstraße 7 (Lage) | O   | Wohnhaus                                | | 1912/13                                                                         | Behrens, Wilhelm & Vicenz, Ernst                                                            | 29952    | |
| 12012        | Rehhoffstraße 9 (Lage) | O   | Wohnhaus                                | | 1912/13                                                                         | Behrens, Wilhelm & Vicenz, Ernst                                                            | 29952    | |
| 12013        | Rehhoffstraße 11 (Lage) | O   | Wohnhaus                                | | 1912/13                                                                         | Behrens, Wilhelm & Vicenz, Ernst                                                            | 29952    | |
| 12014        | Rehhoffstraße 13 (Lage) | O   | Wohnhaus                                | | 1912/13                                                                         | Behrens, Wilhelm & Vicenz, Ernst                                                            | 29952    | |
| 12015        | Rehhoffstraße 15 (Lage) | O   | Wohnhaus                                | | 1912/13                                                                         | Behrens, Wilhelm & Vicenz, Ernst                                                            | 29952    | |
| 12614        | Reimarusstraße 4 (Lage) | O   | Wohngeschäftshaus                       | | 1904                                                                            | Lindner, Friedrich Otto                                                                     | 29980    | |
| 12927        | Reimarusstraße 9 (Lage) | O   | Wohngeschäftshaus                       | | 1902                                                                            | Lindner, Friedrich Otto                                                                     | 29980    | |
| 12928        | Reimarusstraße 10 (Lage) | O   | Wohngeschäftshaus                       | | 1903                                                                            | Mandix, Heinrich                                                                            | 29980    | |
| 12615        | Rothesoodstraße 1 (Lage) | O   | Siedlungsbau                            | | 1956–66                                                                         | Schöne, Hermann                                                                             | 29974    | |
| 12063        | Schaarsteinwegsbrücke o.Nr. (Lage) | O   | Brücke                                  | Schaarsteinwegsbrücke | 1903                                                                            |                                                                                             |          | |
| 12628 (894)  | Steinhöft 9 (Lage) | O   | Kontorhaus                              | Elbhof | 1904–1905                                                                       |                                                                                             |          | |
| 12629        | Steinwegpassage 1 (Lage) | O   | Etagenhaus                              | | 1878                                                                            | Hanseatische Bau-Gesellschaft                                                               | 29946    | |
| 12630        | Steinwegpassage 5 (Lage) | O   | Etagenhaus                              | | 1878                                                                            | Hanseatische Bau-Gesellschaft                                                               | 29946    | |
| 12631        | Steinwegpassage 11 (Lage) | O   | Etagenhaus                              | | 1878                                                                            | Hanseatische Bau-Gesellschaft                                                               | 29946    | |
| 12632        | Steinwegpassage 26, 28 (Lage) | O   | Etagenhaus                              | | 1870, um                                                                        |                                                                                             | 29946    | |
| 11987 (681)  | Stubbenhuk 10 (Lage) | O   | Kontorhaus                              | Kontorhaus Stubbenhuk | 1913–1925                                                                       |                                                                                             |          | weitere Bilder |
| 11988        | Thielbek 3 (Lage) | O   | Etagenhaus                              | | 1870, um                                                                        |                                                                                             | 29955    | |
| 11989        | Thielbek 5 (Lage) | O   | Etagenhaus                              | | 1870, um                                                                        |                                                                                             | 29955    | |
| 11991        | Thielickestieg o.Nr. (Lage) | O   | Siedlungsbau                            | | 1914                                                                            | Vicenz, Ernst                                                                               | 30011    | |
| 12224        | Venusberg 6 (Lage) | O   | Wohnhaus                                | | 1956–66                                                                         | Schöne, Hermann                                                                             | 29974    | |
| 12225        | Venusberg 8 (Lage) | O   | Laden                                   | | 1956–66                                                                         | Schöne, Hermann                                                                             | 29974    | |
| 12226        | Venusberg 10 (Lage) | O   | Wohnhaus                                | | 1956–66                                                                         | Schöne, Hermann                                                                             | 29974    | |
| 12227        | Venusberg 10a (Lage) | O   | Wohnhaus                                | | 1956–66                                                                         | Schöne, Hermann                                                                             | 29974    | |
| 12321        | Venusberg 10b (Lage) | O   | Wohnhaus                                | | 1956–66                                                                         | Schöne, Hermann                                                                             | 29974    | |
| 12322        | Venusberg 10c (Lage) | O   | Wohnhaus                                | | 1956–66                                                                         | Schöne, Hermann                                                                             | 29974    | |
| 12228        | Venusberg 12 (Lage) | O   | Laden                                   | | 1956–66                                                                         | Schöne, Hermann                                                                             | 29974    | |
| 12229        | Venusberg 14 (Lage) | O   | Wohnhaus                                | | 1956–66                                                                         | Schöne, Hermann                                                                             | 29974    | |
| 12230        | Venusberg 16 (Lage) | O   | Laden                                   | | 1956–66                                                                         | Schöne, Hermann                                                                             | 29974    | |
| 12231        | Venusberg 18 (Lage) | O   | Wohnhaus                                | | 1956–66                                                                         | Schöne, Hermann                                                                             | 29974    | |
| 12232        | Venusberg 20 (Lage) | O   | Laden                                   | | 1956–66                                                                         | Schöne, Hermann                                                                             | 29974    | |
| 12233        | Venusberg 22 (Lage) | O   | Wohnhaus                                | | 1956–66                                                                         | Schöne, Hermann                                                                             | 29974    | |
| 12234        | Venusberg 26 (Lage) | O   | Wohnhaus                                | | 1956–66                                                                         | Schöne, Hermann                                                                             | 29974    | |
| 12235        | Venusberg 26a (Lage) | O   | Wohnhaus                                | | 1956–66                                                                         | Schöne, Hermann                                                                             | 29974    | |
| 12323        | Venusberg 26b (Lage) | O   | Wohnhaus                                | | 1956–66                                                                         | Schöne, Hermann                                                                             | 29974    | |
| 12324        | Venusberg 26c (Lage) | O   | Wohnhaus                                | | 1956–66                                                                         | Schöne, Hermann                                                                             | 29974    | |
| 12325        | Venusberg 26d (Lage) | O   | Wohnhaus                                | | 1956–66                                                                         | Schöne, Hermann                                                                             | 29974    | |
| 12236        | Venusberg 30 (Lage) | O   | Wohnhaus                                | | 1956–66                                                                         | Schöne, Hermann                                                                             | 29974    | |
| 12237        | Venusberg 30a (Lage) | O   | Wohnhaus                                | | 1956–66                                                                         | Schöne, Hermann                                                                             | 29974    | |
| 12326        | Venusberg 30b (Lage) | O   | Wohnhaus                                | | 1956–66                                                                         | Schöne, Hermann                                                                             | 29974    | |
| 12327        | Venusberg 30c (Lage) | O   | Wohnhaus                                | | 1956–66                                                                         | Schöne, Hermann                                                                             | 29974    | |
| 12238        | Venusberg 34 (Lage) | O   | Wohnhaus                                | | 1956–66                                                                         | Schöne, Hermann                                                                             | 29974    | |
| 12239        | Venusberg 34a (Lage) | O   | Wohnhaus                                | | 1956–66                                                                         | Schöne, Hermann                                                                             | 29974    | |
| 12240        | Venusberg 36 (Lage) | O   | Wohnhaus                                | | 1956–66                                                                         | Schöne, Hermann                                                                             | 29974    | |
| 12241 (1366) | Vorsetzen 70 (Lage) | O   | Luftschutzbau, Turmbunker (Zombeck)     | | 1940                                                                            |                                                                                             |          | |
| 14740        | Vorsetzen o.Nr. (Lage) | O   | Bahnviadukt (U-Bahn); Bahnbrücke        | | 1912                                                                            |                                                                                             | 29949    | BW |
| 12248        | Wexstraße 26 (Lage) | O   | Etagenhaus                              | | 1870, um                                                                        |                                                                                             | 29956    | |
| 12242        | Wexstraße 27 (Lage) | O   | Etagenhaus                              | | 1870, um                                                                        |                                                                                             | 29946    | |
| 12249        | Wexstraße 28 (Lage) | O   | Etagenhaus                              | | 1870, um                                                                        |                                                                                             | 29956    | |
| 12243        | Wexstraße 29 (Lage) | O   | Etagenhaus                              | | 1870, um                                                                        |                                                                                             | 29946    | |
| 12250        | Wexstraße 30 (Lage) | O   | Etagenhaus                              | | 1870, um                                                                        |                                                                                             | 29956    | |
| 12244        | Wexstraße 31 (Lage) | O   | Etagenhaus                              | | 1870, um                                                                        |                                                                                             | 29946    | |
| 12251        | Wexstraße 32 (Lage) | O   | Etagenhaus                              | | 1870, um                                                                        |                                                                                             | 29955    | |
| 12252        | Wexstraße 32a (Lage) | O   | Etagengeschäftshaus                     | | 1870, um                                                                        |                                                                                             | 29955    | |
| 12245        | Wexstraße 33 (Lage) | O   | Etagenhaus                              | | 1870, um                                                                        |                                                                                             | 29946    | |
| 12297        | Wexstraße 34 (Lage) | O   | Etagenhaus                              | | 1870, um                                                                        |                                                                                             | 29955    | |
| 12246        | Wexstraße 35 (Lage) | O   | Etagenhaus                              | | 1870, um                                                                        |                                                                                             | 29946    | |
| 12298        | Wexstraße 36 (Lage) | O   | Etagengeschäftshaus                     | | 1870, um                                                                        |                                                                                             | 29955    | |
| 12299        | Wexstraße 38 (Lage) | O   | Etagengeschäftshaus                     | | 1870, um                                                                        |                                                                                             | 29955    | |
| 12247        | Wexstraße 39 (Lage) | O   | Etagenhaus                              | | 1867                                                                            |                                                                                             | 29946    | |
| 12300        | Wexstraße 42 (Lage) | O   | Wohngeschäftshaus                       | | 1870, um                                                                        |                                                                                             | 29955    | |
| 12301        | Wincklerstraße 5 (Lage) | O   | Siedlungsbau                            | | 1914                                                                            | Vicenz, Ernst                                                                               | 30011    | |
| 12302        | Wincklerstraße 7 (Lage) | O   | Siedlungsbau                            | | 1914                                                                            | Vicenz, Ernst                                                                               | 30011    | |
| 12303 (859)  | Wolfgangsweg 12 (Lage) | O   | Seemannsheim                            | | 1905–1906                                                                       | Groothoff, Hugo                                                                             |          | weitere Bilder |